# Colonia Agrícola Cachalapa
Colonia Agrícola Cachalapa är en ort i Mexiko.   Den ligger i kommunen Cosolapa och delstaten Oaxaca, i den sydöstra delen av landet, 280 km öster om huvudstaden Mexico City. Colonia Agrícola Cachalapa ligger 94 meter över havet och antalet invånare är 129.
Terrängen runt Colonia Agrícola Cachalapa är kuperad åt nordost, men åt sydväst är den platt. Runt Colonia Agrícola Cachalapa är det ganska tätbefolkat, med 116 invånare per kvadratkilometer. Närmaste större samhälle är Cosolapa, 10,9 km norr om Colonia Agrícola Cachalapa. Omgivningarna runt Colonia Agrícola Cachalapa är en mosaik av jordbruksmark och naturlig växtlighet.